# Las Ferias
Las Ferias är en ort i Mexiko.   Den ligger i kommunen Macuspana och delstaten Tabasco, i den sydöstra delen av landet, 700 km öster om huvudstaden Mexico City. Las Ferias ligger 25 meter över havet och antalet invånare är 489.
Terrängen runt Las Ferias är platt. Runt Las Ferias är det ganska tätbefolkat, med 67 invånare per kvadratkilometer. Närmaste större samhälle är Macuspana, 12,7 km sydväst om Las Ferias. Trakten runt Las Ferias består till största delen av jordbruksmark.